# Colecția Regală de Artă Contemporană a Familiei Regale a României
Colecția regală de artă contemporană este colecția de artă a Familiei Regale a României. Colecția este proprietatea privată a șefului Familiei Regale a României, în prezent Majestatea Sa Margareta, Custodele Coroanei Române. Colecția se numără printre cele mai însemnate colecții private de artă din România și, într-o primă etapă, era compusă din peste 70 de lucrări de artă aparținând unor proeminenți artiști contemporani români. Tehnicile lucrărilor variază de la pictură și sculptură până la acuarelă, gravuri și desene. În prezent, colecția este dispersată între Palatul Elisabeta și Castelul Săvârșin, totuși există un proiect pentru crearea unui spațiu expozițional potrivit într-o clădire aflată în aproprierea Castelului Săvârșin.
În anul 2011, Colecția Regală de Artă Contemporană era compusă din 141 de lucrări semnate de 75 de pictori români de prestigiu.

## Istoric
Idea creării unei colecții regale de artă aparține academicianului pictor Sorin Dumitrescu. Așadar, în anul 2001 sub cupola fundației Anastasia, patronată de Regina Ana și condusă de Sorin Dumitrescu, s-a lansat un apel către cei mai însemnați pictori contemporani români să-și doneze câteva lucrări pentru constituirea unei colecții regale. În acel an avut loc și o expoziție de grup cu toți artiștii donatori la Muzeul Literaturii Române. Evenimentul a fost organizat de Fundația Anastasia și denumit Donații pentru Colecția Regală. Faptul avea o semnificație reparatorie adresat Familiei Regale, precum și un gest de recunoștință pentru efortul depus de Familie pentru România.

## Lucrări semnificative
- Sorin Ilfoveanu - Păsărarul
- Horia Bernea - Columna
- Henry Mavrodin - Portretele Regelui Mihai, Reginei Ana, Principesei Moștenitoare Margareta și al Principelui Radu
- Sorin Dumitrescu - Înălțarea
- Vladimir Zamfirescu - St. Sebastian
- Bogdan Vlăduță - Usturoiul
- Marian Zidaru - Valiza regelui
- Ștefan Câlția - Stejar pentru Rege,
- Constantin Flondor - Nihil Sine Deo
- Ovidiu Maitec - Regele trist